# Spartentarifvertrag
Spartentarifvertrag ist ein Tarifvertrag, der für einen Teilbereich („Sparte“) eines Tarifgebiets besondere Arbeits- und Einkommensbedingung regelt. 
Im öffentlichen Dienst in Deutschland existieren folgende Spartentarifverträge:
- TV-N – Tarifvertrag Nahverkehr
- TV-V – Tarifvertrag Versorgungswirtschaft
- TV-WW – Tarifvertrag Wasserwirtschaft

Bei der Einkommensrunde des öffentlichen Dienstes werden der Tarifvertrag für den öffentlichen Dienst und diese Spartentarifvertrage zusammen verhandelt.